# 王夢雷
王夢雷（?—?），字不详，廬山（今江西九江南）人。
南宋隆兴元年（1163年）爲平江縣主簿，曾目睹湖南大旱，農民顆粒無收，寫有《勘灾诗》：“散吏驰驱踏旱邱，沙尘泥土掩双眸。山中树木减颜色，涧畔泉源绝细流。”。